# بوفینگر
بوفینگر (به انگلیسی: Bowfinger) فیلمی محصول سال ۱۹۹۹ و به کارگردانی فرانک اوز است. در این فیلم بازیگرانی همچون استیو مارتین، ادی مورفی، هدر گراهام، کریستین برنسکی، ترنس استامپ، رابرت داونی جونیور، جیمی کندی، بری نیومن، جان چو، فیل لویس، ماریسول نیکولز ایفای نقش کرده‌اند.

## داستان
«بابی بوفینگر» (مارتین) سال‌ها تلاش کرده تا جایی در صنعت سینمای هالیوودی برای خود باز کند ولی در این کار موفقیتی به دست نیاورده است؛ و حالا اعتقاد پیدا کرده که باید همین روزها این سنگ بزرگ را بردارد وگرنه که از کار می‌گذرد…